# Friedrich Georg Hendel
Pour les articles homonymes, voir Hendel.
Friedrich Georg Hendel (1874-1936) est un entomologiste autrichien.

## Publications

### 1908
- Hendel F., 1908. Nouvelle classification des mouches à deux ailes (Diptera L.), d’après un plan tout nouveau par J. G. Meigen, Paris, an VIII (1800 v.s.). Mit einem Kommentar. Verh. Zool.-Bot. Ges.Wien 58: 43-69.

### 1910
- Hendel F., 1910. Über die Nomenklatur der Acalyptratengattungen nach Th. Beckers Katalog der paläarktischen Dipteren, Bd. 4. Wien. Ent. Ztg. 29: 307-313.
- Hendel F., 1910. Über acalyptrate Musciden. Wiener Entomologische Zeitung.
- Hendel F., 1910. Genera insectorum, D. Wytsrinan (Wien) PL.

### 1914
- Hendel F., 1914. Diptera. Fam. Muscaridae, Subfam. Platystominae. Genera Ins. 157, 179 pp., 15 pls.
- Hendel F., 1914. Die Arten der Platystominen. Abh. Zool.-Bot. Ges. Wien 8 (1): 1-409, 4 pls.
- Hendel F., 1914. Die Bohrfliegen Südamerikas. Abh. Ber. K. Zool. Anthrop.-Ethn. Mus. Dresden (1912) 14 (3): 1-84, 4 pls..

### 1936
- Hendel F., 1936. Ergebnisse einer zoologischen Sammelreise nach Brasilien, insbesondere in das Amazonasgebiet, ausgeführt von Dr. H. Zerny. X. Teil. Diptera: Muscidae  Muscidae acalyptratae (excl. Chloropidae). Annalen des Naturhistorischen Museums in Wien, 47. Bd. (1936), pages 61-106.
- Hendel F., 1936. Diptera. Handbuch der Zoologie.